# Oreothraupis arremonops
Oreothraupis arremonops е вид птица от семейство Тангарови (Thraupidae), единствен представител на род Oreothraupis. Среща се в Колумбия и Еквадор. Видът е световно застрашен, със статут Уязвим.

## Разпространение
Видът е разпространен в Еквадор и Колумбия.